# Milvago
Milvago és un gènere d'ocells rapinyaires de la família dels falcònids (Falconidae). Aquests caracaràs habiten a la zona neotropical.

## Taxonomia
Segons la classificació del Congrés Ornitològic Internacional (versió 12.2, 2022) aquest gènere conté dues espècies vives:
- Caracarà capgroc (Milvago chimachima)
- Caracarà chimango (Milvago chimango)

Tanmateix, el Handbook of the Birds of the World Alive (2017) inclou la segona al gènere Phalcoboenus, deixant el primer com única espècie del gènere.